# Las Vegas, New Mexico
Las Vegas, New Mexico là một thành phố quận lỵ quận San Miguel trong bang New Mexico, Hoa Kỳ. Thành phố có tổng diện tích  km², trong đó diện tích đất là  km². Theo điều tra dân số Hoa Kỳ năm 2010, thành phố có dân số 14.565 người. Thành phố này được lập từ hai đô thị (một thành phố và một thị xã) đều tên Las Vegas, tây Las Vegas (cũ) và đông Las Vegas (mới) phân chia bởi sông Gallinas.